# Топоровский, Игорь Владимирович
И́горь Влади́мирович Топоро́вский (р. 1966) — российский и бельгийский торговец сомнительными предметами искусства, арестован бельгийским судом в 2019 году по подозрению в мошенничестве, отмывании денег и торговле краденым .
Экспонирование принадлежащих Топоровскому сомнительных артефактов (якобы относящихся к русскому авангарду начала XX века) в конце 2017 года в Гентском музее изящных искусств и связанное с ним уголовное дело вызвали большой общественный резонанс. Подлинность работ, арестованных бельгийской полицией в марте 2018 года, вызывает сомнения, поскольку они не упоминаются в научных публикациях, а об их происхождении нет никаких сведений.
По состоянию на 2020 год Топоровский находится под арестом.

## Биография

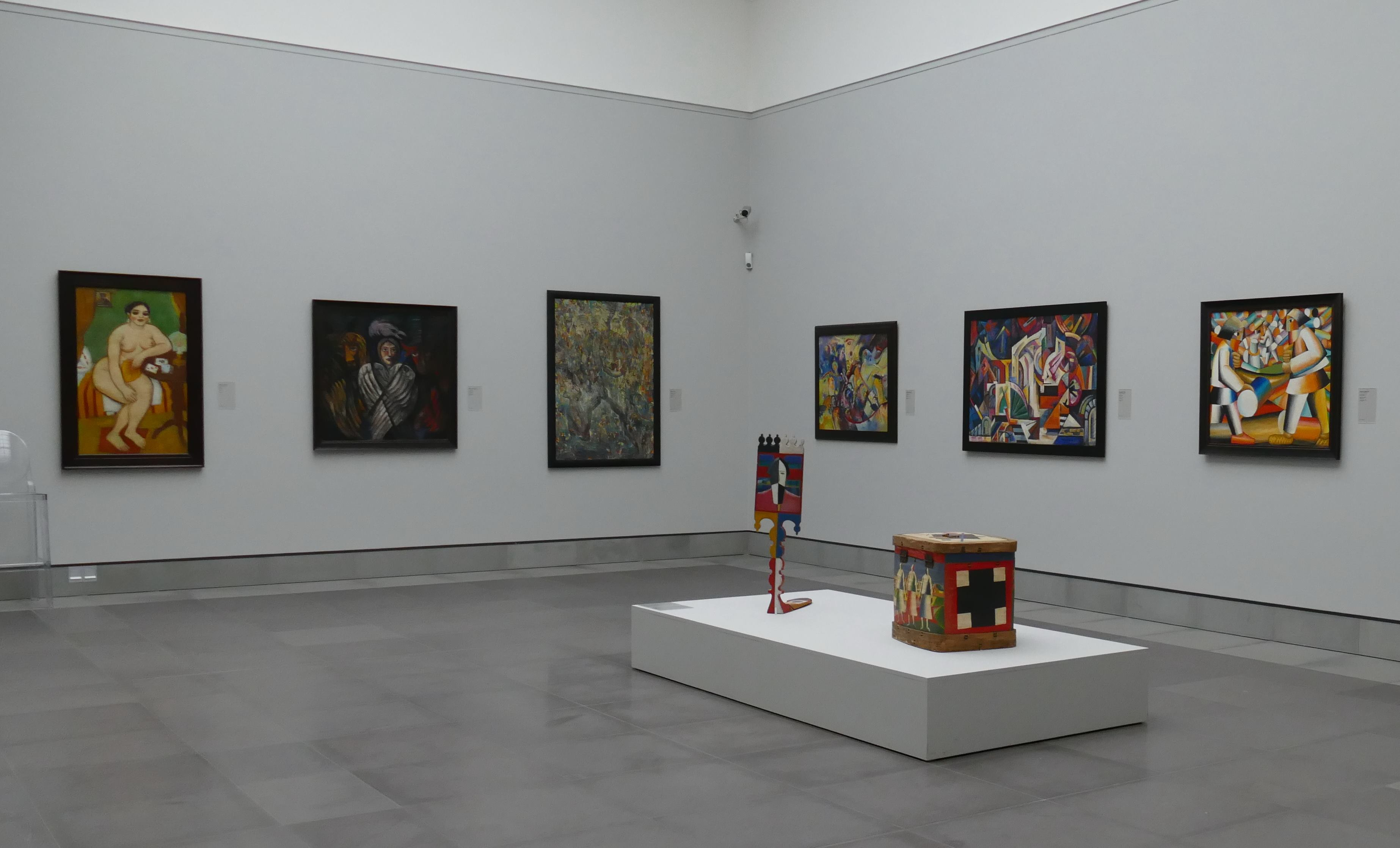
Выставка картин из собрания Топоровского в музее Гента, 2017 год

Закончил исторический факультет МГУ в 1988 году (тема диплома — якобинские праздники), диссертация «Многостороннее культурное сотрудничество в Европе в 1970—80-е годы» (1992). После истфака устроился в Институт Европы РАН.
В 1995 году баллотировался в Государственную Думу по одномандатному избирательному округу Медведково города Москвы. На выборах участвовал как независимый кандидат с лозунгом: "Моя партия - это Вы!". Его соперником стал Георгий Боос, которому он выборы проиграл, заняв второе итоговое место. Осенью 1999 года был исключён из партии «Яблоко», так как вовремя не предоставил документы. В избирательных документах 1990-х годов Топоровский называл себя «директором Института внешней политики и международных отношений». Однако из регистрационных документов организации выяснилось, что это не академическое учреждение, а НПО, исключённое из государственного реестра РФ в 2013 году по причине «отсутствия деятельности».
По собственным утверждениям, работал дипломатом, в частности — советником европейского председателя Трехсторонней комиссии Жоржа Бертуэна. В интервью бельгийской прессе он рассказывал, что во время перестройки стал одним из молодых советников Михаила Горбачёва («Горбачёв-Фонд» опроверг это утверждение). По его словам, эту деятельность он продолжил и при Ельцине, а потом стал «тайным дипломатом» — ездил в штаб-квартиру Европейского союза и НАТО в Брюсселе. По его словам, с 1991 по 1996 год им были организованы большинство визитов российских парламентариев в Брюссель, а в 2005 он больше полугода работал по договору в администрации президента (официальное сообщение: «Администрации Президента о деятельности господина Топоровского (…) ничего не известно»).
Но «приход Путина к власти» (президент с 2000 года) поставил Топоровского, по его словам, по другую сторону режима, и поэтому в 2006 году он с семьёй и коллекцией переехал в Брюссель.
Рассказывать, какими путями приобрел своё состояние, отказывается.
Проживает в центре Брюсселя.

## Коллекция
Владелец крупного собрания "русского искусства", которое начал коллекционировать ещё до эмиграции — предполагается, что в нём как минимум 500 произведений, 2/3 из которых являются картинами маслом. Основал Фонд «Дилегем», от лица которого и распоряжается коллекцией. По словам Топоровского, в 2018 году фонд должен был начать публиковать каталог собрания (однако скандал остановил эти планы). Назвать точное количество работ в собственности он, по его словам не может, так как там много эскизов, рисунков. По рассказу бельгийского журналиста, в числе произведений искусства в жилом доме Топоровского — головы из дерева, вырезанные Малевичем.
В 2009 году принадлежащие ему картины за подписью Александры Экстер принимали участие в выставке работ художницы во французском городе Тур, оказавшейся арестованной из-за обвинений в неаутентичности многих экспонатов. Кроме Топоровского, для выставки картины предоставляли и другие частные коллекционеры, и Топоровский заявляет, что его собственность была признана подлинной судом, что другие участники конфликта называют погрешностью против истины. Эксперт, видевший эти картины, сообщает, что там использовались пигменты, ещё не существовавшие в заявленный момент их создания. Адвокат Андрея Накова, президента Ассоциации Александры Экстер, инициировавшего расследование, сообщил прессе в 2018 году, что иски Топоровского против Накова по этому поводу многочисленны.
В интервью Топоровский несколько раз утверждает, что хотел передать собрание Российской Федерации, но его предложение отвергли, причем это обсуждалось уровнем «выше министерства культуры» (официальное сообщение: «Администрации Президента о деятельности господина Топоровского (…) ничего не известно»). Топоровский сравнивает себя с Костаки.

### Фонд Дилегем и будущий музей
До начала скандала Топоровский, по собственным словам, планировал открыть частный музей русского авангарда в бывшем аббатстве Дилегем (коммуна Жет, Брюссель), выкупленном у муниципалитета. Открытие планировал на 2020 год. Запланированная площадь 1200 кв.м., окружающий парк, который также реконструируется, имеет площадь в 2 га. Реконструкция оценивается примерно в 2 млн евро, из них 40-60 % по словам Топоровского, он рассчитывает покрыть из государственных субсидий.

В музее, по заявлению коллекционеров, должно было быть представлено несколько сотен произведений русского модернизма 1900−1925 годов.
Этот будущий музей будет иметь постоянную экспозицию, временные выставки и научно-исследовательские проекты — для того, чтобы переписать историю модернизма в России, которая плохо известна из-за всех событий, потрясших страну в 20-м веке — И. Топоровский.
Председателем благотворительного фонда (Stichting Dieleghem), зарегистрированного в июне 2017 года, является мэр коммуны Жет Эрве Дуайен (Hervé Doyen). В правление, кроме Топоровского, входят Christian Pinte и Hélène de Witt du Lau d’Allemans. Директор гентского музея Катрин де Зегер входит в научный совет фонда, но по мнению Топоровского это не является конфликтом интересов. Хотя цели фонда — культурно-просветительские, согласно уставу, любая из работ может быть продана при одобрении правления.

### Выставка и скандал
20 октября 2017 года в Гентском музее изящных искусств (Бельгия) в рамках постоянной экспозиции произведений открылась выставка русского авангарда из собрания Игоря Топоровского под названием «Русский модернизм», в которую вошло 24 произведения, чьими авторами были указаны русские художники первого ряда (Александра Экстер, Эль Лисицкий, Наталья Гончарова, Василий Кандинский, Казимир Малевич, Любовь Попова, Александр Родченко, Ольга Розанова и Владимир Татлин). Работы были предоставлены музею на условиях долгосрочной аренды фондом «Дилигем», переговорами с ним занималась директор музея Катрин де Зегер (Catherine de Zegher).
Вскоре после открытия сомнения относительно выставленных работ начали появляться в соцсетях среди туристов, любителей русского авангарда. Одним из первых об этом написал в Facebook художник Павел Отдельнов, которого поразил низкий уровень живописи «Филонова». Галерист Емельян Захаров там же написал о «невыносимом ощущении испанского стыда, которое охватывает тебя целиком, когда ты находишься в этом зале». Джеймс Баттервик сообщил, что уже в ноябре написал директору музея о своих сомнениях.

15 января 2018 ряд экспертов по русскому искусству этого периода (искусствоведы, кураторы, арт-дилеры и коллекционеры) опубликовали открытое письмо, в котором высказали сомнения в подлинности произведений на гентской выставке. В числе произведений, вызвавших особое недоверие — прялка и сундук (туес, короб), будто бы расписанные Казимиром Малевичем. Вопросы вызвало полное отсутствие провенанса (истории бытования) картин в течение всего XX века, отсутствие каких-либо заключений экспертов, в том числе химико-технологических, а также «плохая» стилистика и неправдоподобное сходство с гарантированно подлинными произведениями этих художников. Были обнаружены и странные погрешности в картинах, например, орфографические ошибки (проблемы с дореформенной орфографией и путаница между кириллицей и латиницей).
«У них нет выставочной истории, они никогда не были упомянуты в серьезных научных публикациях, и нельзя проследить историю их покупок. Выставленные полотна Кандинского и Явленского не включены в каталоги-резоне — международно признанные источники данных о работах этих художников. Некоторые предметы, например, сундук и прялка, якобы расписанные Казимиром Малевичем, не имеют известных аналогов, и нет никаких исторических данных или даже упоминаний о том, что художник имел отношение к росписи подобных вещей. Практически каждый экспонат вызывает вопросы. Музей не опубликовал каталог и не предоставил никакой информации о провенансе или истории выставок полотен, кроме имени их владельцев».
Кроме того, эксперты опасались масштабных планов Гентского музея относительно собрания Топоровского: директор сообщала, что планирует открыть ещё более крупную выставку в конце 2018 года, а также отправлять картины в другие крупные европейские музеи, желая, по её словам, «переписать историю русского авангарда».
После этого издание The ArtNewspaper начало свое расследование: сначала российские журналисты обнаружили ряд несовпадающих фактов и утверждений, затем подключилась англоязычная версия издания. Гентский музей, в свою очередь, отвечал, что забирая картины из частных коллекций в аренду, музей не проводит научный анализ полотен, «оформление временного пользования основывается на доверительных отношениях с владельцем».
Выяснилось, что прежде чем открыть выставку в Генте, Топоровские пытались предложить её другим бельгийским и европейским музеям, однако их собрание показалось директорам ряда музеев подозрительным.
Через неделю после опубликования открытого письма и реакции на это англоязычной, российской, и особенно местной прессы, фламандский министр культуры Свен Гетц заявил, что будет создана экспертная комиссия по проверке ряда картин на подлинность. Он объявил, что о результатах проверки подлинности картин будет объявлено через месяц. Согласно пресс-релизу музея, «владельцы согласились на проведение экспертизы — из чувства глубокого уважения к заинтересованным сторонам (Музею изящных искусств, городу Генту и министерству культуры Фландрии)». Министр подчеркнул общественное значение решения о создании экспертной комиссии, потому что «с подобной ситуацией в будущем могут столкнуться и другие музеи».
Выставка продолжила свою работу и оставалась открытой для посещения.

### Происхождение коллекции и расследование
Игорь Топоровский и его жена Ольга до конца 2017 года давали ряд интервью бельгийской прессе, в которой озвучили историю формирования своего собрания. После вспыхнувшего скандала их утверждения начали проверять и подвергать сомнению. В различных интервью Топоровских звучат разные, противоречащие версии и утверждения.
Первоначально в интервью иностранной прессе коллекционер и его супруга говорили, что собрание формировалось из трех источников. Во-первых, Ольга, по их словам, приходится родственницей (ее прадед — двоюродный брат) двум знаменитым братьям-авангардистам Науму Габо и Антуану Певзнеру, которые, уезжая из Советского Союза, оставили там ряд произведений. Вторая часть коллекции появилась благодаря дружбе и совместной работе отца Ольги со знаменитым собирателем Георгием Костаки. Третья, наиболее значительная часть собрания, была приобретена самим Топоровским: «Самая важная часть коллекции состоит из работ, отправленных в музеи до прихода Сталина к власти, после чего социалистический реализм стал довлеть в региональных музеях, особенно в Украине. Игорь Топоровский, несомненно, вдохновленный своим украинским происхождением, решил использовать свои высокопоставленные контакты и обнаружил сокровища, которые он купил по очень умеренной цене в конце коммунистической эпохи. Он объединил частную коллекцию произведений Александры Экстер, а также часть коллекции Иосифа Орбели, бывшего директора Эрмитажа. Последний укрыл их в своей родной Армении, чтобы полотна избежали уничтожения по приказу Сталина». В другом иностранном интервью про эту часть Топоровский говорит, что наследие Экстер он купил в Одессе, а также на «распродажах запасников музеев при падении советской империи». Позже, уже после выхода расследования, Топоровский в своем интервью «Московскому комсомольцу» опроверг утверждения в бельгийских статьях, заявив, что журналисты все исказили, и ни от Певзнеров, ни от Костаки никаких картин он не получал. В следующем интервью, «Медузе», он опять возвращается к этой версии. В интервью De Staandard супруги говорят, что в их коллекции около 40 работ из этого источника, но только 3 картины, а остальное коллажи из различных материалов.
The ArtNewspaper в своем расследовании пишет: «версии о происхождении работ из семьи Наума Габо, коллекции Эрмитажа и окружения Георгия Костаки наши источники считают „полной ерундой“». Дочери Габо и Костаки решительно опровергли такую вероятность, равно как и директор армянского музея Орбели и его невестка (кроме того, востоковед Орбели вообще не интересовался авангардом). Кроме того, вообще «не удалось обнаружить в России следы мощной собирательской деятельности Игоря Топоровского» — что странно для коллекции, которая насчитывает несколько сот произведений. Андрей Сарабьянов подтвердил, что никогда не слышал ни о коллекционере, ни об одной из его работ.
Топоровский считает все обвинения и подозрения относительно подлинности авангарда из своей коллекции надуманными, и результатом коммерческой ангажированности арт-дилеров, считающих его конкурентом и боящихся за падение стоимости картин этого сегмента, и т. п.
Ряд российских экспертов и коллекционеров настаивают на том, что рассказы Топоровского о сложении его коллекции звучат неправдоподобно. Особенно их удивляет настойчиво повторяемый Топоровским рассказ о распродаже после 1991 года государственных музейных фондов бывших советских республик. Кроме того, Топоровский говорит, что смог собрать такую коллекцию, потому что в его молодость авангард стоил дёшево — что опровергают все российские собиратели искусства.
Фамилия Топоровского встретилась и в следственном деле антикваров Преображенских (2004—2008 годы), осужденных за торговлю подделками. В деле есть расписка Топоровского в получении почти $3 млн долл. от Преображенских за две картины Кандинского и Малевича, взятых у него для продажи; а также протокол его допроса, где он показал, что эти картины происходят из семьи Орбели через некоего Камо Манукяна (Топоровский говорит о нём «человек из семьи Орбели»). Экспертиза двух картин не была проведена, так как неназванный покупатель отказался их предоставить следствию. По словам Топоровского, все это является ложью.
По словам Топоровских, все документы и экспертизы на их картины в порядке, однако вызывает вопрос, кто делал экспертные заключения по коллекции и каким образом такое большое собрание пересекло государственную границу РФ. Мишелю Полферу, директору Национального музея истории и искусства Люксембурга (MNHA), которому Топоровские предлагали свою выставку, на вопрос, как удалось это вывезти, по словам директора, Топоровский ответил, что «занимал высокий пост и получил разрешение от президента Путина». Журналисты российского The ArtNewspaper обратились в Администрацию Президента и получили ответ о невозможности подобного. В интервью «Московскому комсомольцу» коллекционер говорит: «я достаточно купил на так называемых музейных распродажах (…) Я не хранил работы в РФ. Часть была на Украине, другие — в Прибалтике» (хотя оттуда вывезти искусство аналогично проблемно). А в интервью «Вестям» Топоровский уже рассказывает, что покупал эти картины не в бывшем СССР, а уже в Германии и Швейцарии у европейских дилеров, в свою очередь приобретавших их на музейных распродажах. «Медузе» он сказал, что покупал картины при прямых распродажах фондов музея в Харькове.

### Закрытие выставки
29 января 2018 года англоязычная версия The ArtNewspaper опубликовала перевод расследования утверждений Топоровского, дополненный также рядом новых данных. Например, сообщалось, что некий художник в 2013 году продал полсотни «авангардных» картин по 1,5 тыс. евро Топоровскому и неназванному галеристу. А европейские учёные Ноеми Смолик (Noemi Smolik) и Магдалена Дабровски (Magdalena Dabrowski), которых Топоровский ранее назвал в числе своих будущих помощников при создании музея, в той же январской публикации выступили с резким опровержением. Кроме того, был опубликован документ, предоставленный коллекционером в качестве доказательства подлинности своих работ — каталог выставки в Харьковском музее 1992 года. После консультации журналистов с Харьковом выяснилось, что он поддельный — в оригинале издание относится к 1998 году и имеет другие иллюстрации, то есть фото картины Топоровского вклеено туда путем монтажа. (Позже выяснилось, что в поддельном каталоге с ошибкой переведено на украинский «дама червей» — как «дама червяков» / укр. «дама хробаків»). Были найдены и другие важные несостыковки.
По сообщению The ArtNewspaper, этот номер газеты они послали министру культуры, и через 4 часа выставка наконец была снята со стен музея (парламент Фландрии уже за это проголосовал несколькими днями ранее). Картины поместили в хранилище музея.

### Расследование
После закрытия выставки было объявлено, что исследовать будут не 5 полотен, а все 24 работы. Музей выступил с официальным заявлением, в котором сообщил, что, раз «дискуссии о подлинности коллекции Топоровских приобрели столь большие масштабы», экспертной комиссии будет предоставлен «неограниченный доступ ко всем работам, чтобы изучение произведений проходило в спокойной обстановке».
Согласно заявлению музея, Топоровские передали ему досье с документами, подтверждающими подлинность и историю приобретения каждого экспоната, говорится в пресс-релизе. Фонд также предоставил Музею 2 сертификата проверки подлинности картин, проведенные во Франции.
Предварительный срок для опубликования данных комиссии был назначен на конец февраля. Её задачей было не подтвердить или опровергнуть подлинность произведений (хотя технико-технологический осмотр 5 картин планировался), а решить, достаточно ли убедительны документы, подтверждающие аутентичность и провенанс работ, для того чтобы выставлять их в государственном музее, а также оценить тщательность, с которой музей подходит к своим выставкам, и степень профессионализма его сотрудников — то есть оценить не подлинность картин, а действия руководства музея, а также принципы, которыми руководствуется музей, беря картины у частных владельцев в аренду.
Однако в итоге комиссия, возглавляемая почетным профессором права Гентского университета Томасом Лейсеном, не смогла начать работу — экспертов не подпустили к экспонатам. 19 февраля 2018 года её участники распространили заявление, в котором объявили, что останавливают свою работу, так как в музее экспертов встретили адвокаты Фонда Дилегем и директора музея, Катрин де Зегер, которые, как пишут эксперты, «выдвинули новые требования, равнозначные вето, де-факто означающие, что мы не можем начать работу». Комиссия объявила о своем роспуске, так и не начав работу. Поступки дирекции музея вызывают большие вопросы у общественности. Топоровский на страницах «МК» заявил, что вся бельгийская пресса говорит неправду, и «экспертную комиссию распустили по инициативе городского правительства после того, как юристы музея заявили о её профнепригодности».
Через несколько дней музей объявил, что возвращает картины Фонду без каких-либо процедур. После этого председатель фонда Эрве Дуайен заявил, что Фонд сам проведет все экспертизы в известных международных лабораториях самостоятельно.
Вскоре после этого российские арт-критики призвали зарубежных коллег и сотрудников к осторожности в работе с русским авангардом, поскольку «показ сомнительного происхождения работ, вызвавший острую негативную реакцию экспертно-критического сообщества, не только наносит ущерб репутации музея, но и дискредитирует общекультурную и эстетическую значимость наследия великих русских художников XX века». Интервьюируя фламандского министра культуры, местный журналист предположил, что из-за этой ситуации Бельгия стала международным посмешищем. Имиджевый урон музея пока обсуждается. Топоровский, в свою очередь, заявил, что стал жертвой «беспрецедентного манипулирования общественным мнением, организованным из-за рубежа», — обвинив коллекционера Петра Авена в организации травли с помощью российской прессы.
5 марта директора других музеев Фландрии опубликовали открытое письмо со своей негативной оценкой ситуации и поведения де Зегер. В тот же день администрация города Гент объявила, что организует внешний аудит деятельности музея. На встрече экстренного комитета культуры г. Гент де Зегер объявила, что два посторонних эксперта (Смолик и Дабровски) предварительно исследовали коллекцию, что оказалось прямой ложью, удивительной, поскольку оба этих эксперта опровергли это ещё полтора месяца назад. На следующее заседание комиссии она не явилась и 7 марта была отстранена с должности директора музея. 20 марта прокуратура провела в музее обыск с целью обнаружения документов о выставке.
14 марта 2018 года на заседании правительственной комиссии Бельгии государственный секретарь Зухал Демир сделала официальное заявление, сообщив что ещё «в январе 2016 года федеральное научное учреждение Королевский институт культурного наследия (КИК) провело материально-технический анализ картин Топоровского. Образцы красочного слоя были взяты в доме Топоровского из 5 картин для проведения анализа цветных пигметнов. После получения результатов исследований Топоровский стал избегать любых контактов с КИК». Оценивая результаты анализов Зухал Демир заявила: «Ответственность за это фиаско — а это было действительно фиаско, а также причиненный на международном уровне репутационный ущерб — должен лежать там, где он должен лежать, а именно на руководстве МСК в Генте и именно оно должно взять на себя ответственность за это». Краткий обзор деятельности Топоровского представлен в статье Шварцера.

### Арест
В декабре 2019 года Игорь и Ольга Топоровские были задержаны бельгийской полицией и помещены под арест по подозрению в мошенничестве, отмывании денег и торговле краденым. Через некоторое время они были отпущены под залог, однако в 2020 году Игорь снова был помещен в тюрьму за нарушение условий.

## Комментарии
1. ↑  Фактически, по словам Топоровского, реинсталляция в рамках постоянной экспозиции, с использованием вещей, одолженных из частных коллекций.
2. ↑  Встречается и упоминание цифры 26.
3. ↑  В числе экспертов: Александра Шатских, Наталья Мюррей (куратор лондонской выставки «Революция: Русское искусство 1917−1932 годов»), Вивиан Эндикотт Барнетт (автор каталогов-резоне Кандинского и Явленского), Константин Акинша, Джеймс Баттервик и другие.
4. ↑  В комиссию, кроме её главы Томаса Лейсена, входили: Йохан Эрау, профессор права Гентского университета; Фредерик Лин, руководитель отдела современного искусства Королевских музеев изящных искусств в Брюсселе; Виллем Ян Рендерс, куратор русского искусства в Музее ван Аббе в Эйндховене; и Серхио Сервеллон, председатель ИКОМ Фландрии.